# Woman’s Journal

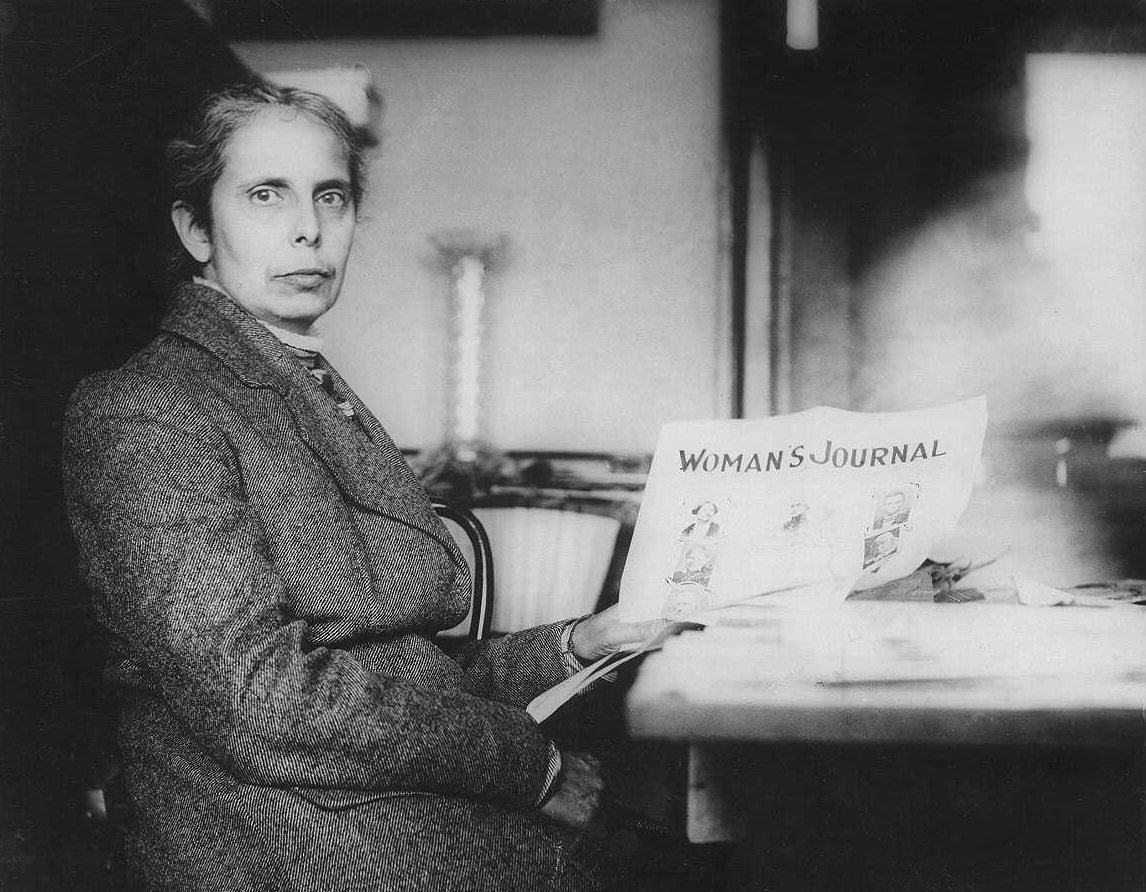
Alice Stone Blackwell, als Herausgeberin 1911

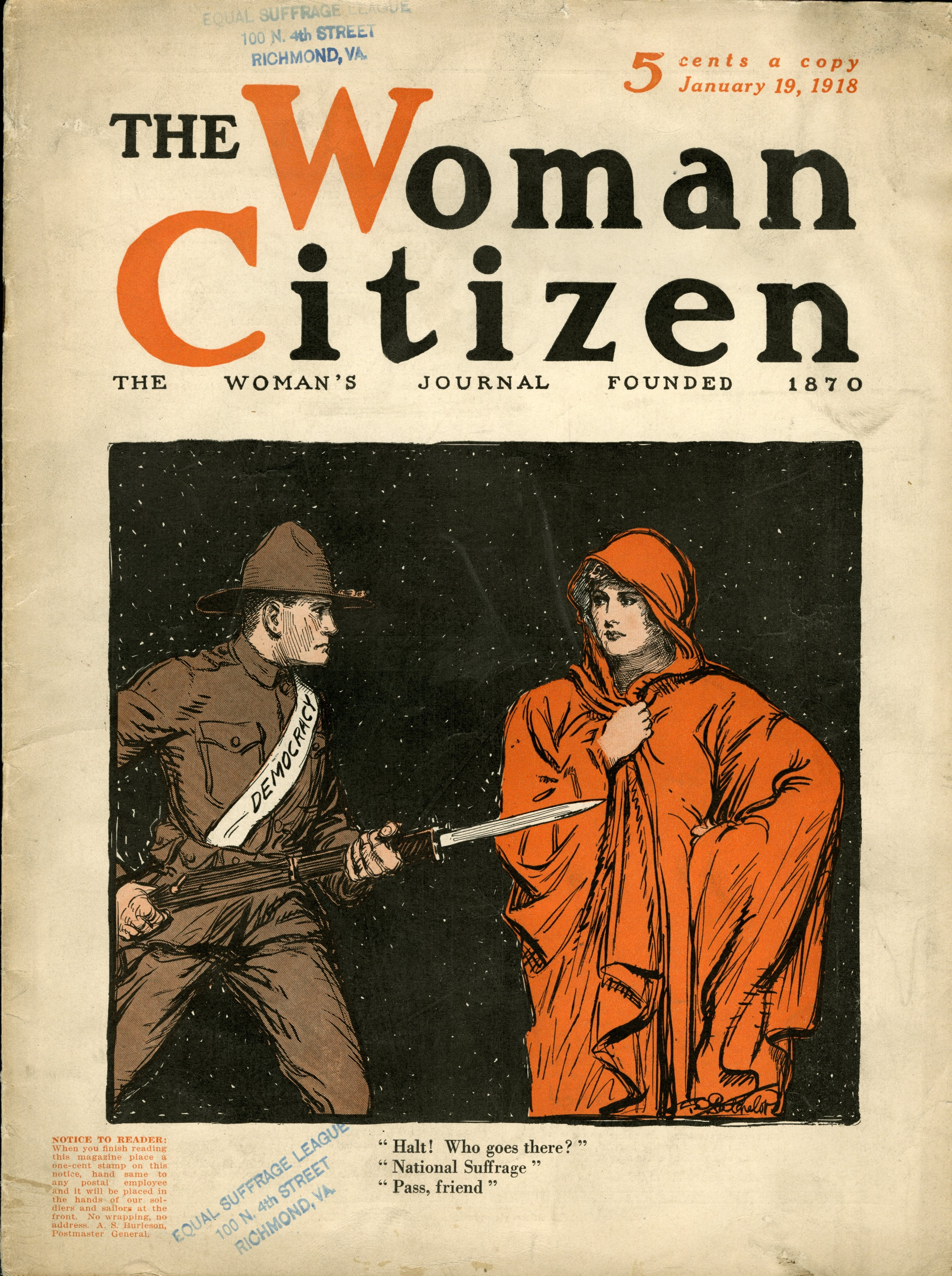
Halt, wer geht da! Titelseite Januar 1918

Woman's Journal war eine Frauenrechts-Zeitschrift, die im Zeitraum von 1870 bis 1931 erschien. Sie wurde 1870 von Lucy Stone und ihrem Ehemann Henry Browne Blackwell als Wochenzeitschrift gegründet. 1917 wurde sie von Carrie Chapman Catt's „Leslie Woman Suffrage Commission“ gekauft und mit den Zeitschriften The Woman Voter und National Suffrage News zu einem neuen Blatt vereinigt, The Woman Citizen. Sie diente dann als offizielles Organ der National American Woman Suffrage Association (NAWSA) bis 1920, als die Organisation zur League of Women Voters umgebildet wurde, weil das 19. Amendment zur Verfassung der Vereinigten Staaten ratifiziert worden war, das den Frauen das Wahlrecht gewährte. Die Erscheinungsform des Woman Citizen veränderte sich von wöchentlich zu vierzehntäglich und monatlich. 1927 bekam sie den neuen Titel The Woman's Journal. Im Juni 1931 stellte sie ihr Erscheinen ein.

## Geschichte

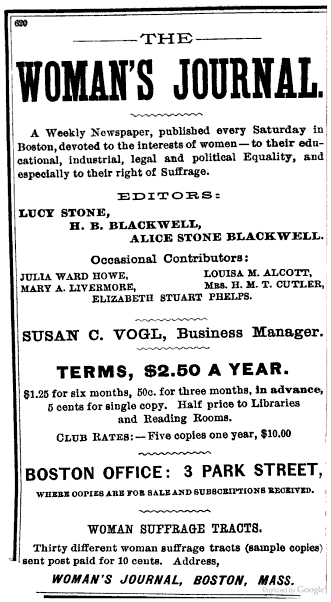
Anzeige von 1887

### Zeitschrift der „American Woman’s Suffrage Association“
Woman's Journal wurde 1870 in Boston von Lucy Stone und ihrem Mann Henry Browne Blackwell als Wochenzeitschrift begründet. Die neue Zeitschrift verleibte sich Mary A. Livermore's The Agitator ein und auch die weniger bekannte Zeitschrift mit dem Namen Woman's Advocate. Sie wurde die wichtigste Zeitschrift der amerikanischen Frauenrechtsbewegung.
Die erste Ausgabe wurde am 8. Januar publiziert, genau zwei Jahre nach dem Erscheinen von Susan B. Anthonys The Revolution. Die Herausgeber waren sowohl Stone als auch Blackwell, unterstützt von Livermore. Julia Ward Howe gab sie im Zeitraum von 1872 bis 1879 heraus. Alice Stone Blackwell, Tochter von Stone und Blackwell, begann ihre Herausgeberschaft 1883 und wurde 1909 nach dem Tod ihres Vaters die Alleinverantwortliche bis 1917. Beiträge lieferten Antoinette Brown Blackwell, Mary Johnston, Stephen S. Wise, Zona Gale, Florence Kelley, Witter Bynner, Ben B. Lindsey, Louisa May Alcott, Harriet Clisby und Caroline Bartlett Crane. William Lloyd Garrison schrieb ebenfalls häufig Beiträge.
Um 1887 herum wurde das Hauptquartier nach Boston in die Park Street verlegt. Woman's Journal weigerte sich, Anzeigen zu veröffentlichen, die Reklame für Tabak, Branntwein und Drogen machten.
Im Jahr 1910 gliederte Woman's Journal den Progress ein, das offizielle Organ der National American Woman Suffrage Association (NAWSA). Bis 1912 erschien es in dieser Aufmachung, zu diesem Zeitpunkt wurde es umbenannt zu Woman's Journal and Suffrage News. Im Jahr 1915 hatte die Auflage 27.634 Exemplare erreicht, verglichen mit den 2328 Stück von 1909.

### The Woman Citizen

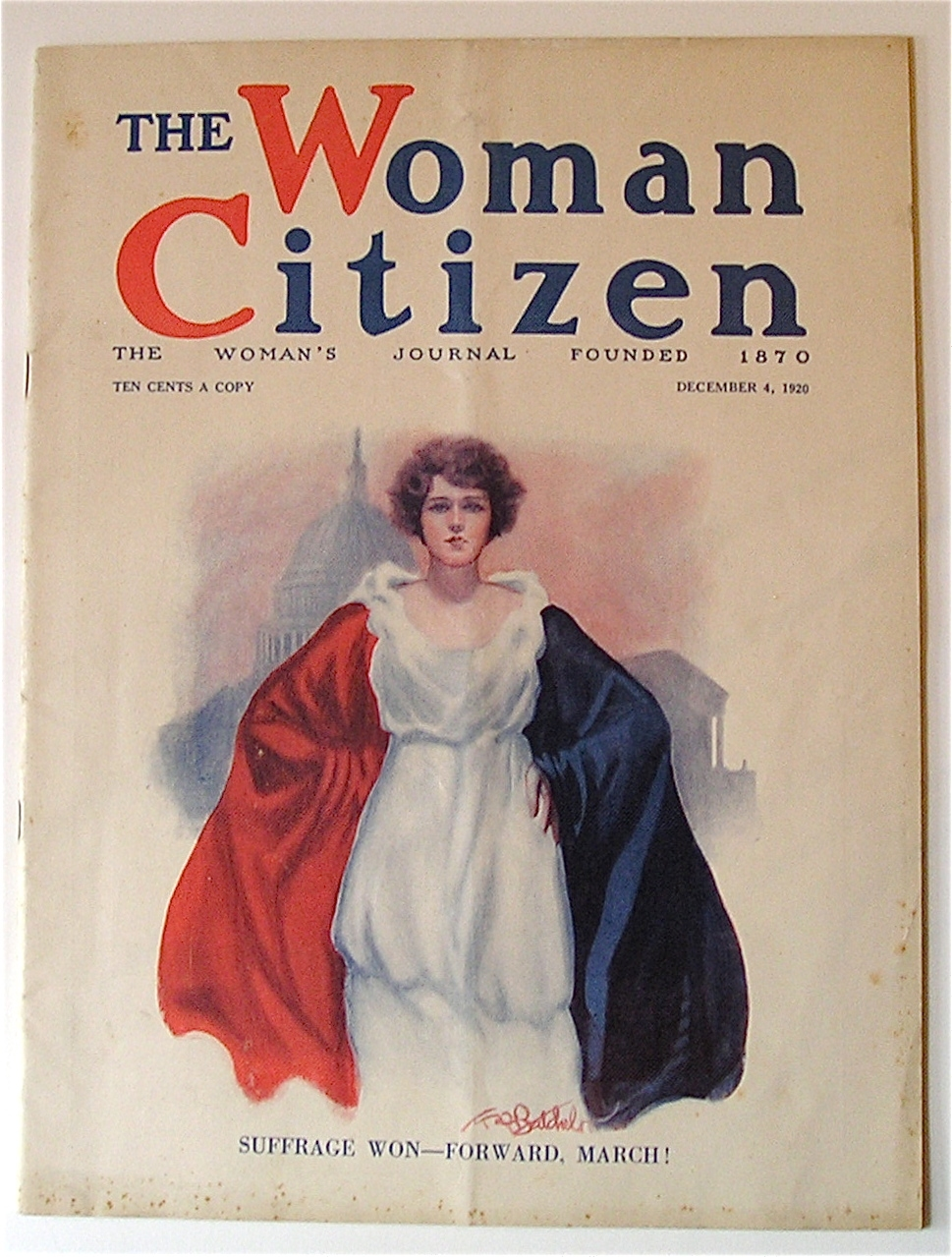
4. Dezember 1920: Wahlrecht gewonnen, vorwärts marsch!

1917 wurde das Woman's Journal von Carrie Chapman Catt's "Leslie Woman Suffrage Commission" für 50.000 Dollar gekauft und mit der Schrift The Woman Voter, dem offiziellen Organ der "Woman Suffrage Party" von New York City und NAWSA's National Suffrage News vereinigt; der neue Titel war The Woman Citizen. Bis 1920 war es das offizielle Organ der NAWSA, denn dann wurde die NAWSA zur League of Women Voters umgebildet. Der 19. Zusatzartikel zur Verfassung der Vereinigten Staaten war in diesem Jahr verabschiedet und ratifiziert worden, das Wahlrecht für Frauen war in allen Bundesstaaten geltendes Recht geworden.
Chefredakteurin des The Woman Citizen war Rose Emmet Young; Alice Stone Blackwell war eine Herausgeberin, die auch Beiträge lieferte. Jedes Kongress-Mitglied bekam ein kostenloses Abonnement der Zeitschrift. Das Blatt kümmerte sich zusätzlich zum Frauenwahlrecht auch um solche Probleme wie Kinderarbeit. Nachdem die Frauen das Wahlrecht erreicht hatten, verschob sich der Schwerpunkt des Journals zur politischen Bildung der Frauen.
Die Erscheinungsweise des Woman Citizen verringerte sich von wöchentlich zu vierzehntäglich und zu monatlich. 1927 wurde sie in The Woman's Journal umbenannt, stellte aber vier Jahre später, 1931, ihr Erscheinen ein.